# 펀링 공립 학교

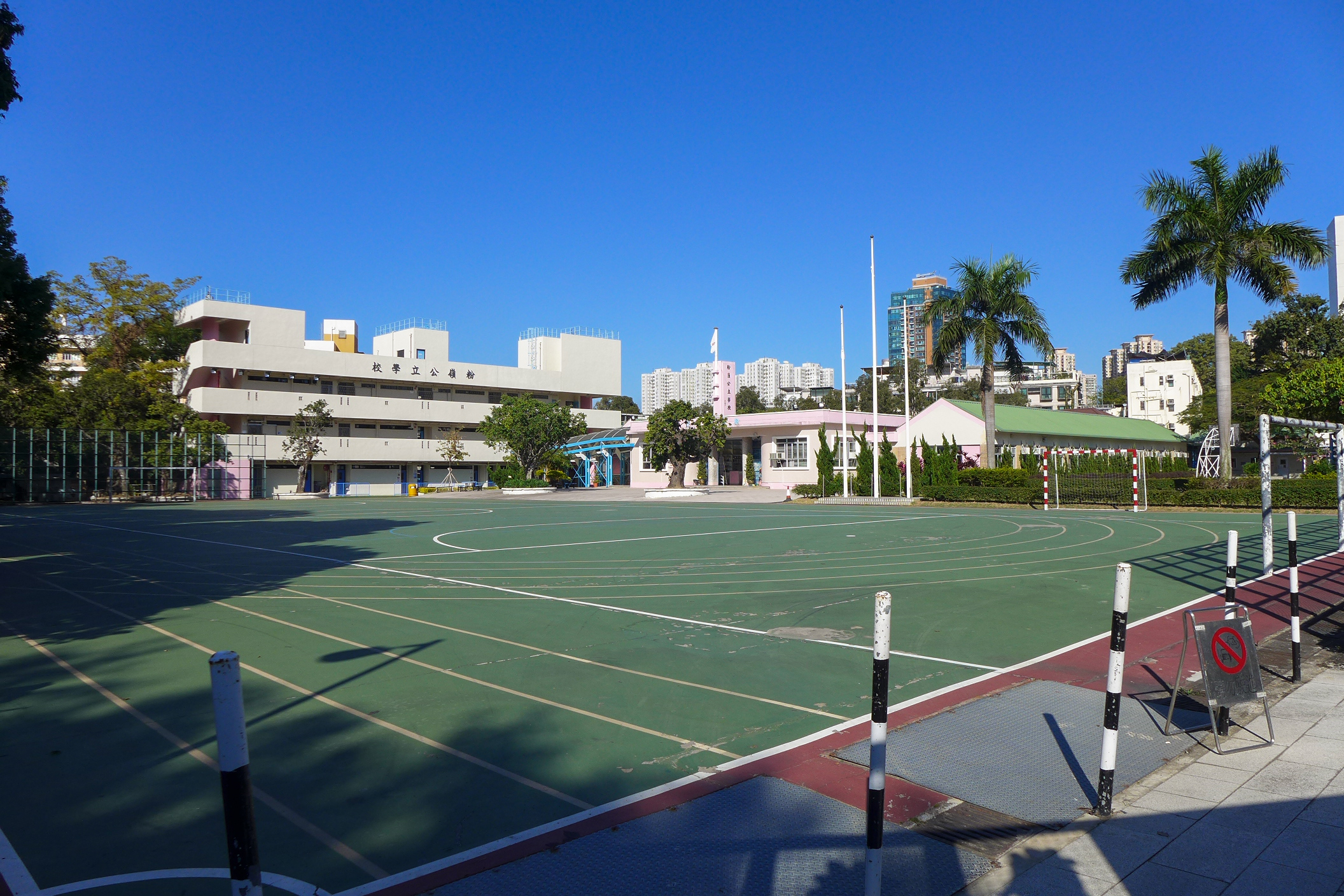

펀링 공립 학교(粉嶺 公立 學校)는 중화인민공화국 광둥성 홍콩 특별행정구의 공립 12년제 초중고등학교이다.

## 교내 연혁과 학교의 역사
린썬(林森) 중화민국 국가주석 시절이었고 동시에 영국 직할식민지 광둥성 홍콩 총독 주둔 관련 외교기 시절이던 1936년 중화민국 광둥성 영국 직할식민지 홍콩에서 첫 개교되어 그 이래에 1949년 11월 30일 이후 중화민국 국민정부가 중국공산당에게 중국 대륙 본토에서 쫓겨나 타이완으로 몰리는 국부천대 사태가 도래하고 그 이후 1997년 7월 1일을 기하여 홍콩이 중화인민공화국 대륙 본토에 귀속 반환 조치 처분된 현재에까지 이르고 있다.